# Talcy (Yonne)
Talcy – miejscowość i gmina we Francji, w regionie Burgundia-Franche-Comté, w departamencie Yonne.
Według danych na rok 1990 gminę zamieszkiwały 72 osoby, a gęstość zaludnienia wynosiła 10 osób/km² (wśród 2044 gmin Burgundii Talcy plasuje się na 838. miejscu pod względem liczby ludności, natomiast pod względem powierzchni na miejscu 1099.).